# Juan Manuel Servín
Juan Manuel Servín (Ciudad de México, 5 de julio de 1962) es un autor mexicano. Sus publicaciones se basan tanto en obras de ficción como narrativas no ficción. Recibió el Premio Nacional de Testimonio en 2001 y el Premio Nacional de Periodismo Cultural Fernando Benítez en 2004 en la categoría de reportaje escrito. Miembro del SNCA desde 2005. Entre sus obras destacan: Mi vida no tan secreta, Nada que perdonar, crónicas facinerosas; DF Confidencial, crónicas de delincuentes, vagos y demás gente sin futuro Al final del vacío, Por amor al dólar y Cuartos para gente sola.

## Reseña biográfica
Servín es autodidacta, con poca educación después de la educación secundaria. De 1993 a 2001 trabajó como indocumentado en Nueva York, Dublín y París. De 2002 a la fecha publica periódicamente en medios impresos y digitales de circulación nacional e internacionales país crónicas, reportajes, ensayos, entrevistas y ficción: Nexos, Letras Libres, Courrier international, Confabulario, La Revista y Día Siete de El Universal, entre otras.
Su narrativa explora en “la epopeya del hombre común” sin un afán protagónico;[cita requerida] profundamente vitalistas y autobiográficas casi siempre, las historias de Servín sumergen al lector en abismos plagados de absurdo, escatología y violencia estridente.

## Obra publicada
Hernández, Juan Becerra (20 de agosto de 2024). «Yo Soy el Mandrake». Biblioteca Universitaria 27 (1): 70-71. ISSN 2594-0074. doi:10.22201/dgbsdi.0187750xp.2024.1.1542. Consultado el 27 de mayo de 2025.
Martínez Servín, Juan Manuel (2022). Mi vida no tan secreta (Primera edición edición). Random House. ISBN 978-607-38-1931-2. 
2022. Mi alter ego. Testimonio. Los libros del Sargento
Servín, J. M. (27 de julio de 2018). Nada que perdonar: Crónicas facinerosas. RANDOM HOUSE. ISBN 978-607-31-7104-5. Consultado el 28 de mayo de 2025.
Servin, J. M.; David, Lida; Anthony, Seidman (2016). For Love of the Dollar: A Memoir. The Unnamed Press. ISBN 978-1-944700-01-0. 
2016. Al final del vacío, novela. Reedición por Almadía con prólogo de Sergio González Rodríguez.
2012. Del duro oficio de vivir, beber y escribir desde el caos, ensayos y crónicas. Cal y Arena.
2010: DF confidencial: crónicas de delincuentes, vagos y demás gente sin futuro; crónica. Almadía. (Quinta reedición en 2016)
2009: Chambres pour personnes seules, novela. Les Alussifs, Quebec.
2008. Revólver de ojos amarillos, relatos. Almadía (Reedición con tres inéditos).
2007. Al final del vacío, novela. Random House Mondadori.
2006. Por amor al dólar, novela. Planeta-Joaquín Mortiz.
Revolver de ojos amarillos, relatos. Almadía.
2004 Cuartos para gente sola, novela. Planeta-Joaquín Mortiz.
2003. “Bonne anné monsieur Servín”, novela corta en la compilación Me ves y sufres. Nitro/Press-Primero Sueño.
2002. Periodismo Charter, crónica y ensayo. Nitro/Press-INBA-Conaculta. Antologías /compilaciones
2010. Charles Bukowski revisited: de Juchitán a Los Ángeles, Carlos Martínez Rentería, compilador, varios autores; ilustraciones de Soid Pastrana, México, Generación.
2010. Tradición, disfrute y prohibición. Cultura de las drogas en México, Carlos Martínez Rentería y Leopoldo Rivera Rivera, compiladores, varios autores, ensayos y ficción, México, Generación.
2010. La cresta de la ola, reinvenciones y digresiones de la Contracultura en México, Carlos Martínez Rentería, compilador, varios autores, ensayo y periodismo, México, Generación.
2009. Negras intenciones, Rodolfo JM, compilador, varios autores, cuentos, México, Jus
2006. Cuentos violentos, Norma Lazo, compiladora, varios autores, México, Cal y Arena
2006. El gringo a través del espejo, David Lida, compilador, relatos y testimonios, varios autores, México, Cal y Arena
2005. ¿En qué cabeza cabe?, David Lida y Guillermo Osorno compiladores, crónicas por varios autores, México, Mapas,
2001. Los mejores cuentos mexicanos, antología, selección e introducción de Bárbara Jacobs, México, Joaquín Mortiz.
1998. Fuego lento, Ricardo Peláez Goycochea, antología de historietas que incluye el relato “El antojo”, publicada originalmente en La Jornada Semanal (4 de agosto de 1987), México.

## Premios
- 2018. Miembro del Sistema Nacional de Creadores en el apartado de Letras, género novela.2005. Ingreso como miembro del Sistema Nacional de Creadores de Arte en el apartado de Letras.
- 2005. Ingreso como miembro del Sistema Nacional de Creadores de Arte en el apartado de Letras.
- 2005. Beneficiario del Programa de Residencias Artísticas México-Colombia convocado por Conaculta y el Ministerio de Cultura de Colombia.
- 2004. Premio Nacional de Periodismo Cultural Fernando Benítez dentro del género reportaje escrito convocado por la Feria Internacional del Libro de Guadalajara y la Universidad de Guadalajara.
- 2001. Premio Nacional de Testimonio convocado por el Instituto Nacional de Bellas Artes, Consejo Nacional para la Cultura y las Artes.
- 2000. Finalista con Cuartos para gente sola en el I Premio Internacional de Literatura Independiente convocado por la editorial Opera Prima de Madrid, España.
- 1994. “El antojo”, 1er lugar como argumento de historieta en la Semana Negra del Cómic en Gijón, España.